# 49987 Bonata
49987 Bonata è un asteroide della fascia principale. Scoperto nel 2000, presenta un'orbita caratterizzata da un semiasse maggiore pari a 2,6617079 UA e da un'eccentricità di 0,1181732, inclinata di 13,90683° rispetto all'eclittica.